# Lumas
Lumas là một xã trong quận Berat thuộc hạt Berat, Albania. Sau cuộc cải cách chính quyền địa phương năm 2015, nó đã trở thành một phân khu của đô thị Kuçovë. Dân số tại cuộc điều tra năm 2011 là 3.981 người.